# Pszów
Pszów é um município da Polônia, na voivodia da Silésia e no condado de Wodzisław. Estende-se por uma área de 20,44 km², com 14 173 habitantes, segundo os censos de 2016, com uma densidade de 694,2 hab/km².